# Magic Mike
Magic Mike – amerykańska komedia z 2012 roku w reżyserii Stevena Soderbergha, wyprodukowany przez Warner Bros. W filmie występują Channing Tatum, Alex Pettyfer, Matthew McConaughey, Cody Horn, Olivia Munn, Joe Manganiello, Kevin Nash i Matt Bomer.
Światowa premiera filmu miała miejsce 29 czerwca 2012 roku, natomiast w Polsce odbyła się 13 lipca 2012 roku.

## Opis fabuły
Mike (Channing Tatum) ma niezwykły urok osobisty i wiele talentów. Potrafi wyremontować dach, naprawić samochód i zrobić meble, które podobają się jego znajomym. Chętnie oddaje się tym zajęciom w ciągu dnia, a nocami... zamienia się w Magic Mike’a. Jako lider zespołu tancerzy erotycznych rozgrzewa widownię jednego z modnych nocnych klubów na Florydzie. Niesamowite popisy choreograficzne i pomysłowość sprawiają, że kobiety go uwielbiają, a właściciel klubu, Dallas, jest z niego bardzo zadowolony. Mike bierze pod opiekę chłopaka o pseudonimie Kid, którego uczy tańczyć i uwodzić damską klientelę lokalu. Przy okazji poznaje jego siostrę. Piękna Brooke wpada mu w oko. Wydaje się, że i on ma u niej szanse, ale dziewczynie nie podoba się jego nocne zajęcie. Czy Mike przestanie pracować jako striptizer, a może zrezygnuje z miłości?

## Obsada
- Channing Tatum jako Michael „Magic Mike” Lane
- Alex Pettyfer jako Adam (The Kid)
- Matthew McConaughey jako Dallas
- Matt Bomer jako Ken
- Jake Mckenzie jako Tate Spalding
- Cody Horn jako Brooke
- Olivia Munn jako Joanna
- Joe Manganiello jako Big Dick Richie
- Mircea Monroe jako żona Kena
- Riley Keough jako Nora
- Gabriel Iglesias jako Tobias
- Wendi McLendon-Covey jako Tara
- Kevin Nash jako Tarzan
- Betsy Brandt jako Banker
- Adam Rodríguez jako Tito